# Oľga Textorisová
Oľga Textorisová (n. 23 noiembrie 1880, Revúca, Banskobystrický kraj, Slovacia – d. 4 iunie 1938, Blatnica, Žilinský kraj, Slovacia) a fost o scriitoare, dramaturg, traducător și profesoară slovacă. A folosit mai multe pseudonime: Fata Morgana, Janko Jedľa, K. Olšanská, S.F. Šidlo și Žofia Rovenská.

## Biografie
Oľga Textorisová s-a născut la 23 noiembrie 1880 în Revúca, Slovacia. Tatăl ei a fost Andrej Textoris și mama ei Antonia Kuorková. Sora ei a fost botanista Izabela Textorisová. Textorisová a studiat la Institutul de formare pentru profesori din Banská Bystrica. A avut grijă de cinci fete, inclusiv de poeta Maša Haľamová (1908-1995). 
Textorisová a scris în principal romane și poezii pentru copii. Primul ei roman, Na trati (Pe cărare), a fost publicat în revista Dennica în 1899. Această revistă a dorit să-i publice mai multe de romane. Și-a început cariera ca profesoară în 1904 la Blatnica. A lucrat între anii 1907 și 1919 într-o școală slovaco-croată din Stara Pazova. S-a întors la Blatnica, unde a lucrat până la moartea ei în 1938. O selecție a lucrărilor sale jurnalistice a fost publicată postum ca Prednášky Oľgy Textorisovej (Prelegerile Oľgăi Textorisová).
În 1937 a scris patru piese de teatru: Boží šafari, Čistota pol života, Krajčírkin sen și Matka a deti pri lampe pred Vianocami.
Opera sa literară s-a axat pe subiecte legate de cunoașterea locală a Slovaciei, istoria regiunii, istoria religioasă, precum și etica și responsabilitatea socială. Textorisová a lucrat, de asemenea, cu asociații și organizații de tineret pentru îngrijirea bolnavilor și a celor afectați de război.

## Lucrări scrise

### Proză
- Na trati (1899)
- Hárem
- Hľadanie šťastia
- Meniny
- Odrazené šípy
- Púť nocou
- Ráno a poludnie
- Starým chodníčkom
- Zvyknutou cestou

### Poezie
- Nedostižná
- Nehnevaj sa!
- Nemôž zabudnúť

### Eseuri
- Prednášky Oľgy Textorisovej (1947, editor J. V. Ormis)

### Piese de teatru
- Boží šafari (1937)
- Čistota pol života  (1937)
- Krajčírkin sen (1937)
- Matka a deti pri lampe pred Vianocami (1937)

### Cărți pentru copii și tineri
- Tri rozprávky (Trei basme, 1926)
- Snehuľka a trpaslici (1934)
- Matka a deti pri lampe pred Vianocami (1937)
- Návšteva z rozprávkovej ríše (1937)
- Stratené peniaze (1937)
- Zima a jej poslovia (1937)

### Traduceri
- Sobáš  (Căsătoria, 1912, autor Henrik Steffens)

## Vezi și
- Listă de scriitori slovaci
- Listă de dramaturgi slovaci